# Team SCA
Team SCA es un velero de competición de la clase Volvo Open 65. Participó y acabó sexto en la Volvo Ocean Race 2014-15, patroneado por Samantha Davies.
Libby Greenhalgh obtuvo el premio  B&G al mejor navegante de la Volvo Ocean Race 2014-15, elegido entre los navegantes de todos los equipos. Team SCA terminó en una impresionante 3ª posición en la clasificación de las regatas costeras, ganando las regatas 3 y 5 en Abu Dhabi y Auckland respectivamente.

## Tripulación 2014-15
- Samantha Davies (Patrona)
- Libby Greenhalgh (Navegante)
- Abby Ehler
- Anna-Lena Elled Reserva (Reportera a bordo)
- Annie Lush
- Carolijn Brouwer
- Elodie-Jane Mettraux
- Justine Mettraux (menor de 30 años)
- Liz Wardley
- Sally Barkow
- Sophie Ciszek (menor de 30 años)
- Stacey Jackson
- Corinna Halloran (Reportera a bordo)
- Dee Caffari
- Sara Hastreiter
- Richard Mason (Director de equipo en tierra)